# Euclides Mendonça
Euclides Paes Mendonça (Ribeirópolis, 3 de novembro de 1916 — Itabaiana, 8 de agosto de 1963), mais conhecido como Euclides Mendonça, foi um comerciante, agricultor e político brasileiro, outrora deputado federal por Sergipe.

## Dados biográficos
Filho de Elisário da Costa Meneses e Maria da Conceição Meneses. Agricultor residente em Ribeirópolis, migrou para Itabaiana em 1940 e lá estabeleceu-se como comerciante. Ingressou na política filiado à UDN e nesta legenda perdeu a prefeitura de Itabaiana em 1947, mas foi eleito para referido o cargo em 1950, bem como deputado estadual em 1954 e de novo prefeito de Itabaiana em 1958. O ápice de sua carreira ocorreu ao eleger-se deputado federal em 1962, mas não concluiu o mandato por ter sido assassinado durante um tiroteio nas cercanias da prefeitura de Itabaiana no qual momentos antes foi morto o seu filho, o deputado estadual Antônio de Oliveira Mendonça, de 24 anos.
Devido à gravidade do crime a Câmara dos Deputados instalou uma Comissão Parlamentar de Inquérito (CPI) para acompanhar o caso e a mesma era presidida pelo alagoano Medeiros Neto tendo o capixaba Antônio Gil Veloso como vice-presidente e o também alagoano Gerardo Melo Mourão como relator, ademais a casa legislativa contratou o advogado Sobral Pinto para acompanhar o inquérito policial relativo ao ilícito.
Em 21 de novembro de 2016 a Assembleia Legislativa de Sergipe realizou uma sessão solene alusiva ao centenário de nascimento de Euclides Mendonça, cujos laços de parentesco incluem seus irmãos, Mamede Paes Mendonça e Pedro Paes Mendonça, bem como seu sobrinho, João Carlos Paes Mendonça, ambos empresários. 